# Otto Weininger
Otto Weininger (Wenen, 3 maart 1880 – aldaar, 4 oktober 1903) was een Oostenrijks filosoof. In 1903 publiceerde hij het boek Geschlecht und Charakter: Eine prinzipielle Untersuchung, dat na zijn zelfmoord op de leeftijd van 23 jaar de aandacht trok.

## Leven
Weininger werd geboren als zoon van de Joodse goudsmid Leopold Weininger en zijn vrouw Adelheid. Na de basisschool volgde hij het gymnasium dat hij in juli 1898 afrondde. In oktober van datzelfde jaar schreef Weininger zich in aan de Universiteit van Wenen. Hij studeerde daar filosofie en psychologie, maar volgde ook vakken in de natuurwetenschappen en medicijnen. Weininger beheerste op jonge leeftijd Grieks, Latijn, Frans en Engels, later zou hij ook Spaans en Italiaans leren en passieve kennis verwerven van de talen van August Strindberg en Henrik Ibsen (te weten Zweeds en Deens/Noors).
In de herfst van 1901 probeerde Weininger een uitgever te vinden voor zijn boek Eros und Psyche, dat hij in 1902 indiende als proefschrift bij zijn professoren Jodl en Müllner. Hij ontmoette Sigmund Freud, die echter zijn werk niet aanprees bij een uitgever. Zijn professoren accepteerden zijn proefschrift en Weininger verwierf daarmee zijn doctorstitel. Kort daarop werd hij een enthousiast aanhanger van het protestantisme.
In 1902 zag Weininger in Bayreuth een uitvoering van Richard Wagners Parsifal, die een diepe indruk op hem maakte. Via Dresden en Kopenhagen reisde hij naar Christiania (Oslo) waar hij voor de eerste maal Henrik Ibsens toneelstuk Peer Gynt zag. Bij terugkomst in Wenen, leed Weininger aan een diepe depressie. De gedachte om zelfmoord te plegen kreeg langzaam gestalte, maar na een lange discussie met zijn vriend Arthur Gerber concludeerde Weininger "het is nog geen tijd".
In juni 1903 verscheen na maanden geconcentreerd werken zijn boek Geschlecht und Charakter bij de Weense uitgever Braumüller & Co. Dit boek bevatte naast zijn proefschrift drie essentiële hoofdstukken: (XII) "De aard van de vrouw en haar relatie tot het universum", (XIII) "Jodendom", (XIV) "Vrouwen en mensheid". Met de inhoud deed hij een poging "om de relatie tussen de seksen in een nieuw en beslissend daglicht te plaatsen". Hoewel het boek niet negatief werd ontvangen, bracht het ook niet de verwachte opschudding. Weininger werd door Paul Julius Möbius, auteur van Über den physiologischen Schwachsinn des Weibes beschuldigd van plagiaat. Diep teleurgesteld en gedeprimeerd vertrok Weininger naar Italië.
Terug in Wenen bracht hij de laatste vijf dagen van zijn leven door met zijn ouders. Op 3 oktober huurde hij een kamer in het huis aan de Schwarzspanierstraße 15 waar in 1827 Ludwig van Beethoven was gestorven. Hij vertelde de hospita dat hij niet gestoord wenste te worden tot de volgende ochtend, omdat hij voornemens was te werken en laat naar bed te gaan. Die avond schreef hij twee brieven, een aan zijn vader en een aan zijn broer Richard om hen over zijn zelfmoord te informeren.
Op 4 oktober werd Weininger dodelijk gewond gevonden. Hij had zichzelf door het hart geschoten. Hij overleed om half elf in de ochtend, in het Wiener Allgemeines Krankenhaus (algemene ziekenhuis Wenen). Hij werd begraven op de Evangelischer Friedhof Matzleinsdorf in Wenen. Zijn grafschrift door zijn vader laat zich als volgt vertalen:

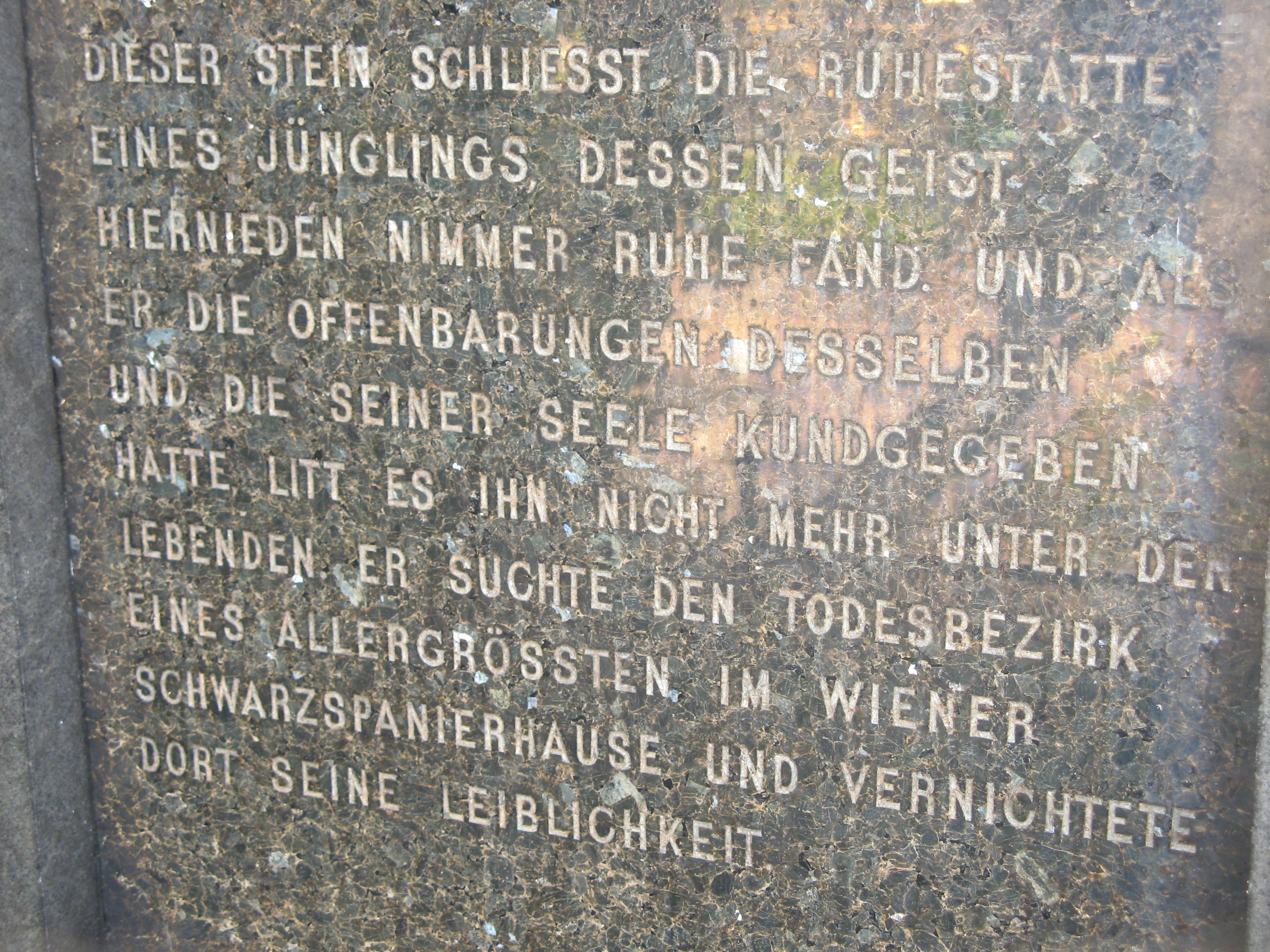
Weiningers grafschrift. De tekst luidt als volgt: "Dieser Stein schliesst die Ruhestätte eines Jünglings, dessen Geist hiernieden nimmer Ruhe fand. Und als er die Offenbarungen desselben und die seiner Seele kundgegeben hatte, litt es ihn nicht mehr unter den Lebenden. Er suchte den Todesbezirk eines Allergrössten im Wiener Schwarzspanierhause und vernichtete dort seine Leiblichkeit."

"Deze steen sluit de rustplaats af van een jongeling wiens geest nooit rust vond op aarde. En toen hij de openbaringen daarvan en van zijn ziel had verkondigd, hield hij het niet meer uit onder de levenden. Hij zocht de sterfplaats op van een zeer groot man in het Weense Schwarzspanierhaus en maakte daar een eind aan zijn lichamelijk bestaan."

## Arnon Grunberg over Weininger
In 2005 publiceerde Arnon Grunberg onder het pseudoniem Marek van der Jagt een essay over Otto Weininger. Hij betoogt hierin dat Weininger verstrikt is geraakt in het onderscheid tussen het creëren van kunst en het creëren van een persoonlijke identiteit.

## Publicaties
Verschenen in het Nederlands:
- Weininger, Otto. Geslacht en karakter - Een principieel onderzoek, 1984, ISBN 9029556706, Arbeiderspers, Amsterdam, 569 pag

Verschenen in het Duits:
- Weininger, Otto. Geschlecht und Charakter: Eine prinzipielle Untersuchung, Vienna, Leipzig 1903
- Weininger, Otto. "Über die letzten Dinge"[dode link], Wilhelm Braumüller, Wien und Leipzig, 1904
- Weininger, Otto. Geschlecht und Charakter: Eine prinzipielle Untersuchung, neunzehnte, unveränderte Auflage mit einem Bildnisse des Verfassers, Wien und Leipzig: Wilhelm Braumüller Universitäts-Verlagsbuchhandlung Gesellschaft M. B. H., 1920

Verschenen in het Engels:
- Weininger, Otto. "Sex & Character," Authorised translation from the sixth German edition (London: William Heinemann; New York: G.P. Putnam’s Sons, 1906).
- Weininger, Otto. Sex and Character: An Investigation Of Fundamental Principles. Ladislaus Löb (trans.) Indiana University Press, 2005. ISBN 0-253-34471-9
- Weininger, Otto. Collected Aphorisms, Notebook and Letters to a Friend. Martin Dudaniec and Kevin Solway (trans.), 2002. ISBN 0-9581336-2-X
- Weininger, Otto. A Translation of Weininger's Über die letzten Dinge (1904/1907)/On Last Things. Steven Burns (trans.) Edwin Mellen Press, 2001. ISBN 0-7734-7400-5

- Bibsys: 90577539
- Biblioteca Nacional de España: XX1158379
- Bibliothèque nationale de France: cb11929021d (data)
- Catàleg d'autoritats de noms i títols de Catalunya: 981058514652806706
- CiNii: DA04024237
- Gemeinsame Normdatei: 118766309
- International Standard Name Identifier: 0000 0001 0927 2916
- Library of Congress Control Number: n79099408
- Nationale Bibliotheek van Letland: 000138704
- Bibliotheek van het Japanse parlement: 00460473
- Nationale Bibliotheek van Tsjechië: jn20040203045
- Nationale bibliotheek van Australië: 35365336
- Nationale Bibliotheek van Israël: 987007269759705171
- Nationale Bibliotheek van Polen: a0000001197949
- Nederlandse Thesaurus van Auteursnamen: 070351368
- Istituto Centrale per il Catalogo Unico: RAVV001224
- LIBRIS: 212200
- SNAC: w6x084q9
- Système universitaire de documentation: 027194728
- Trove: 926872
- Virtual International Authority File: 95214612
- WorldCat: E39PBJyMmhbbfYfgW997W47fv3